# Johann Heinrich Hartung

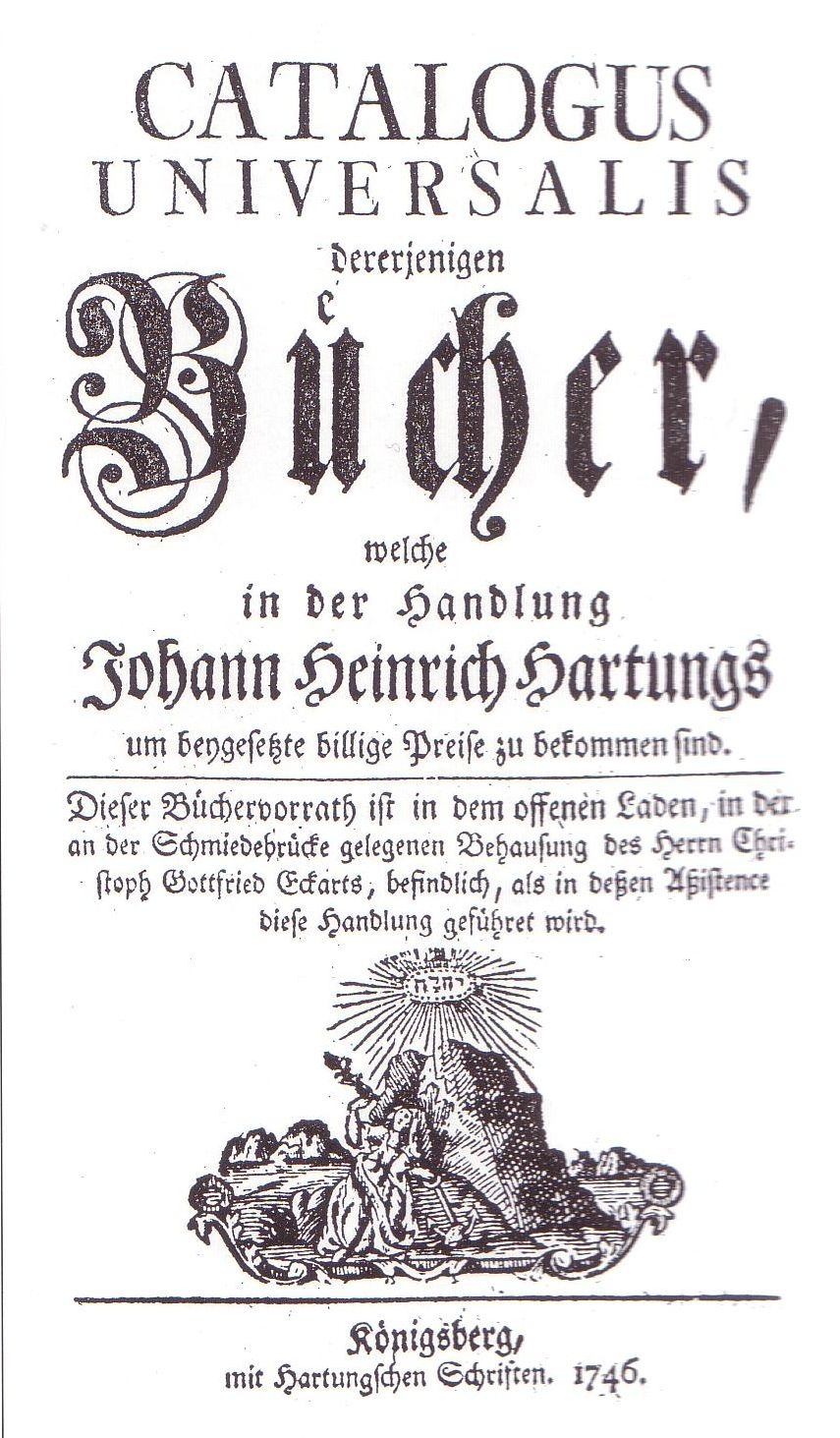
Hartungscher Bücherkatalog, 1746

Johann Heinrich Hartung (* 17. August 1699 in Erfurt; † 5. Mai 1756 in Leipzig) war ein deutscher Verleger und Druckereibesitzer in Königsberg in Preußen.

## Leben
Als Sohn des Orgelbauers und Instrumentenmachers Heinrich Hartung absolvierte Hartung eine Buchdruckerlehre bei David Limprecht in Erfurt. Nachdem er seit 1718 als Gehilfe in Leipzig gearbeitet und mehrere Buchdruckereien in Obersachsen besucht hatte, ging er nach Hamburg und Königsberg. Dort begann er am 7. Mai 1727 bei Johann Stelter zu arbeiten. Am 2. Februar 1731 heiratete er dessen Tochter Christine. Für 16.333 Taler und 10 Silbergroschen kaufte Hartung 1751  die Reußnersche Druckerei. Hartung starb auf der Leipziger Messe.

### Buchdruck und Buchhandel
Die Stände von Livland und Kurland übertrugen ihm den Druck der lettischen Bibel und der kurischen Postille. Für den Druck und ausschließlichen Verlag der polnischen Bibel, des polnischen Neuen Testamentes und Gesangbuches und des Rogallschen Gesangbuches wurde ihm im Mai 1738 eine besondere Erlaubnis erteilt. Alle Schulbücher für das Collegium Fridericianum wurden von ihm gedruckt.
1738 wandte er sich dem Buchhandel zu und kaufte das Geschäft des Buchhändlers Christoph Gottfried Eckart. Im selben Jahre gab er den ersten Verlagskatalog mit über 400 Seiten heraus. Auch in Leipzig errichtete er eine Niederlassung und hatte dort während der Messe ein offenes Gewölbe.
Am 23. Juli 1751 kaufte Hartung die Hof- und Akademische Buchdruckerei in Königsberg, wodurch sein Geschäft und Einfluss bedeutend wuchsen. Ein Jahr später übernahm er für die Albertus-Universität die Herstellung ihrer Drucksachen. In Hartungs 22 Verlegerjahren erschienen 194 Bücher.

### Hartungsche Zeitung
1742 übernahm Hartung von Johann Friedrich Reußner das Intelligenzblatt und benannte es 1752 die Königl. Privileg. Pr. Staats-, Kriegs- und Friedenszeitung. Die Zeitung blieb im Besitz der Familie Hartung. Im 20. Jahrhundert der DDP nahestehend, war die Hartungsche Zeitung bis zu ihrem Ende 1945 auch über Ostpreußen hinaus hoch angesehen.